# Gönyei Sándor
Gönyei Sándor, olykor Gönyey (Kolozsvár, 1886. április 8. – Budapest, 1963. március 17.) magyar néprajzkutató, a magyar néprajzi filmezés egyik fontos alakja. Nevét az 1930-as évek második felében Ébnerről magyarosította.

## Élete és munkássága
Kolozsváron biológiai doktorátust szerzett, majd Csíksomlyón tanított. Az első világháború után Györffy István biztatására néprajzzal foglalkozott, és 1920-tól 1944-ig, nyugdíjazásáig a Néprajzi Múzeum munkatársa volt. Az 1920-as évek második felében Rákosszentmihályra, majd 1942-ben Pestszentlőrincre költözött.
Kiváló fotográfus volt. Ő jött rá legelőször, milyen nagy szükség van a mozgóképre, ugyanis fényképen – statikussága folytán – nem lehet olyan érzékletesen rögzíteni a táncokat, munkafolyamatokat, mint a filmen. Saját pénzén vásárolt kisfilmes Pathée géppel kezdte el a néprajzi filmezést. Ezzel készítette az első néprajzi kisfilmeket, főként táncokról. Ehhez nagyon értett, mivel Lajtha Lászlóval együtt ők írták a Magyarság néprajzában a magyar néptáncról szóló fejezetet. Ezen kívül halászatról, pásztoréletről is vettek fel rövidfilmeket. Mindezt azzal a tudatos szándékkal, hogy kiépüljön egy nagy filmadatbázis, amelyekből azután később felépíthetőek a különböző néprajzi, szakmai oktatófilmek, amelyek akár a társadalom nevelésétől az iskolai nevelésig minden célra használhatók. A Néprajzi Múzeum szuterénjében rendezett be Gönyei sötétkamrát. Ott saját maga hívta elő mind a fényképeket, mind pedig a rövidfilmeket, amelyeket ő és Keszi Kovács készítettek. Lumier eljárással még színesképeket is csinált. Itt, Gönyeinél tanulta meg Keszi Kovács László a fényképrögzítés, filmezés minden "csínját-bínját”. A Gyöngyösbokréta mozgalmat is nagyrészt ketten fotózták, filmezték. 1926 és 1931 között Gönczi Ferenc felkérésére Somogy vármegyét járva is jelentős számú fényképfelvételt készített a népi élet mindennapjairól, 1932-ben a márcadói kanásztáncot is megörökítette.
Számos tanulmánya jelent meg, főként a Néprajzi Értesítőben és az Ethnographia lapjain.

## Főbb művei
- Bodrogközi szőttesek. Budapest, 1924
- Drávaszögi hímzések. Budapest, 1944
- Magyar népi táncok. (Lugossy Emmával), Budapest, 1947
- 111 népi táncdal. (Rajeczky Benjaminnal), Budapest, 1958